# Dragonja vas
Dragonja Vas (starejše: Zdergonja Ves, nemško Drasendorf) je naselje v Občini Kidričevo na severovzhodu Slovenije. Naselje leži v tradicionalni pokrajini Štajerska in spada v Podravsko statistično regijo.

## Ime
Dragonja Vas je v zgodnjih virih prvič omenjena kot Zdragona ali Sdragona (med 1763 in 1787). Ime je izpeljano iz slovanskega osebnega imena.